# Sébastien Fournier-Bidoz
Sébastien Fournier-Bidoz (ur. 2 kwietnia 1976 w Bonneville) – francuski narciarz alpejski.

## Kariera
Po raz pierwszy na arenie międzynarodowej Sébastien Fournier-Bidoz pojawił się 24 listopada 1994 roku w Hemsedal, gdzie w zawodach FIS Race w gigancie zajął 21. miejsce. W 1995 roku wystąpił na mistrzostwach świata juniorów w Voss, gdzie jego najlepszym wynikiem było czternaste miejsce w zjeździe. Był też 23. w gigancie, a rywalizacji w slalomie nie ukończył.
W zawodach Pucharu Świata zadebiutował w 5 stycznia 1997 roku w Kranjskiej Gorze, gdzie nie zakwalifikował się do drugiego przejazdu w gigancie. Pierwsze pucharowe punkty wywalczył nieco ponad rok później, 10 stycznia 1998 roku w Schladming, zajmując siedemnaste miejsce w tej samej konkurencji. Nigdy nie stanął na podium zawodów pucharowych; był między innymi czterokrotnie dziesiąty w supergigancie. Najlepsze wyniki osiągał w sezonie 2002/2003, kiedy zajął 57. miejsce w klasyfikacji generalnej. Był też między innymi osiemnasty w klasyfikacji supergiganta w sezonie 1999/2000.
W 1999 roku wystartował na mistrzostwach świata w Vail, zajmując 18. miejsce w supergigancie. Cztery lata później wziął udział w mistrzostwach świata w Sankt Moritz, gdzie był czternasty w zjeździe, a w supergigancie uplasował się jedną pozycję niżej. W międzyczasie wystartował na igrzyskach olimpijskich w Salt Lake City, zajmując dziesiąte miejsce w zjeździe i piętnaste w supergigancie. Kilkukrotnie zdobywał medale mistrzostw Francji, w tym złoty w supergigancie w 1998 roku. W kwietniu 2006 roku zakończył karierę.

## Osiągnięcia

### Igrzyska olimpijskie
| Miejsce | Dzień     | Rok  | Miejscowość    | Konkurencja | Czas biegu  | Strata  | Zwycięzca           |
| ------- | --------- | ---- | -------------- | ----------- | ----------- | ------- | ------------------- |
| 10.     | 10 lutego | 2002 | Salt Lake City | Zjazd       | 1:39,13 min | +1,26 s | Fritz Strobl        |
| 15.     | 16 lutego | 2002 | Salt Lake City | Supergigant | 1:21,58 min | +2,24 s | Kjetil André Aamodt |

### Mistrzostwa świata
| Miejsce | Dzień    | Rok  | Miejscowość  | Konkurencja | Czas biegu  | Strata  | Zwycięzca                |
| ------- | -------- | ---- | ------------ | ----------- | ----------- | ------- | ------------------------ |
| 18.     | 2 lutego | 1999 | Vail         | Supergigant | 1:14,53 min | +1,95 s | Lasse Kjus Hermann Maier |
| 15.     | 2 lutego | 2003 | Sankt Moritz | Supergigant | 1:38,80 min | +1,96 s | Stephan Eberharter       |
| 14.     | 8 lutego | 2003 | Sankt Moritz | Zjazd       | 1:43,54 min | +1,94 s | Michael Walchhofer       |

### Mistrzostwa świata juniorów
| Miejsce | Dzień    | Rok  | Miejscowość | Konkurencja | Czas biegu  | Strata  | Zwycięzca         |
| ------- | -------- | ---- | ----------- | ----------- | ----------- | ------- | ----------------- |
| 14.     | 16 marca | 1995 | Voss        | Zjazd       | 1:41,19 min | +2,47 s | Kurt Sulzenbacher |
| DNF2    | 19 marca | 1995 | Voss        | Slalom      | 1:32,12 min | -       | Florian Seer      |
| 23.     | 21 marca | 1995 | Voss        | Gigant      | 1:58,91 min | +5,67 s | Christoph Gruber  |

### Puchar Świata

#### Miejsca w klasyfikacji generalnej
- sezon 1997/1998: 76.
- sezon 1998/1999: 76.
- sezon 1999/2000: 66.
- sezon 2000/2001: 79.
- sezon 2001/2002: 71.
- sezon 2002/2003: 57.
- sezon 2003/2004: 91.
- sezon 2004/2005: 108.

#### Miejsca na podium w zawodach
Fournier-Bidoz nigdy nie stanął na podium zawodów PŚ.